# Eurosia puncticosta
Eurosia puncticosta là một loài bướm đêm thuộc phân họ Arctiinae, họ Erebidae.